# Plusia miniana
Plusia miniana là một loài bướm đêm trong họ Noctuidae.